# Saúde na Argentina

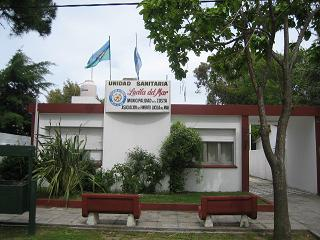
Hospital de Lucila del Mar

A Saúde na Argentina melhorou muito nos últimos 20 anos, com um investimento público de cerca de 10% do PIB e uma população de mais de 42 milhões de habitantes, os argentinos vivem mais e melhor, porém houve um significativo deterioro do sistema público de saúde e empobrecimento da população com a crise econômica recente.
O perfil epidemiológico é similar ao de países desenvolvidos, com Índice de Desenvolvimento Humano (IDH) elevado, caracterizado por um crescente predomínio de doenças não transmissíveis, progressiva erradicação de doenças infecciosas, envelhecimento da população e redução da natalidade. No entanto, infecções comuns, desnutrição e assistência precária continuam frequentes nas populações mais marginalizadas. Cerca de 92% da população vivem em zonas urbanas, sendo um terço dela região da grande Buenos Aires. A principal causa de mortalidade são as não-transmissíveis, especialmente as doenças cardiovasculares, câncer, DPOC e diabetes.

## Sistema de saúde
Na Argentina os serviços de saúde são providos três subsistemas que coexistem:
- Sistema de saúde público: É universal e gratuito, usado por cerca de 37% da população, possui hospitais e clínicas amplamente distribuídos por todo território nacional. Fornece vacinas, medicamentos, consultas, serviços de emergência, cirurgias e reabilitação, gratuitamente, inclusive a estrangeiros. Também inclui universidades para formação, treinamento e reciclagem de profissionais de saúde. É financiado pelo governo nacional, provincial e municipal. É usado principalmente pelas classes mais humildes ou por qualquer pessoa durante emergências.
- Obras sociales: Um sistema misto, com investimentos públicos, dos trabalhadores, dos empregadores, dos pensionistas e dos aposentados. Se consolidou na década de 70 e atualmente é usado por cerca de 52% da população. Quando um trabalhador registrado necessita um serviço de saúde o Estado paga parte e o trabalhador paga outra parte, seja a clínica pública ou privada. Aposentados e pensionistas usam o Programa de Assistência Médica Integral (PAMI).
- Sistema privado de saúde: Quando uma pessoa quer usar o serviço de uma clínica privada, mas não possui uma obra social, ela pode pagar integralmente o valor dos serviços no momento da consulta ou mensalmente com um serviço de Medicina Prepaga. Existem mais clínicas privadas do que públicas, mas apenas 8% da população possui um plano de Medicina Prepaga. A maioria dos serviços se concentram na Grande Buenos Aires(GBA).
- Em complemento aos serviços locais de saúde, desde 2025 passou a vigorar na Argentina uma legislação que exige a contratação de seguro viagem para turistas estrangeiros.

## História
Esforços governamentais para melhorar a saúde pública na Argentina pode ser traçados desde o primeiro tribunal médico de 1780 do Vice-rei da Espanha Juan José de Vértiz. Logo após a independência, o estabelecimento da Escola de Medicina da Universidade de Buenos Aires em 1822 foi complementada pela da National University of Córdoba em 1877. O treinamento de milhares de médicos e enfermeiras treinados nestas e outras universidades públicas gratuitas permitiu um rápido desenvolvimento das cooperativas de tratamento de saúde.
A ampla disponibilidade e aumento na eficácia e eficiência dos tratamentos de saúde ajudou a reduzir a mortalidade infantil na Argentina de 89 a cada 1000 nascimentos em 1980 para 12,9 em 2006 e aumentou a expectativa de vida ao nascer de 60 anos para 76.